# Refuge d'oiseaux migrateurs des Îles-de-la-Couvée
Le refuge d’oiseaux migrateurs des Îles-de-la-Couvée est une aire protégée du Canada et l'un des 28 refuges d'oiseaux migrateurs situés dans la province de Québec. Ce petit refuge protège une importante colonie de Goélands à bec cerclé. Le site est reconnu comme zone importante pour la conservation des oiseaux (ZICO).

## Géographie
Le refuge d’oiseaux migrateurs des Îles-de-la-Couvée est située à Brossard, sur le canal de la Rive-Sud entre les ponts Champlain et Victoria Le refuge est situé dans les territoires de la ville de Brossard et de Saint-Lambert, tous deux situés dans l'agglomération de Longueuil, dans la région de la Montérégie.
Le territoire du refuge est composé de l'île de la Couvée ainsi que trois autres îlots artificiels créés lors du creusage de la voie maritime du Saint-Laurent. Les quatre îles sont la propriété de Transports Canada.

## Histoire
Les îles de la Couvée sont un groupe de quatre îles artificielles créées lors du dragage de la voie maritime du Saint-Laurent, qui fut ouvert en 1959. Le refuge, quant à lui, fut créé en mai 1986, lors d'une entente interministérielle entre Transports Canada et le Service canadien de la faune.